# 買姓
買姓是一個罕見的漢姓，在台灣是西拉雅平埔族特有的罕見姓氏，在中國大陸則是回族姓氏。

## 買姓起源
買姓在台灣是一個特殊罕見姓氏，臺灣話讀作「Mái」，源自平埔族群中的西拉雅族的特有姓氏之一，原為「Takalomay」，漢化後改為「買姓」。在台灣對於被漢化的原住民統稱平埔族，因此看到買姓的族人可以了解其人為西拉雅平埔族的後代。
根據臺灣户政司民國107年（2018年）6月的數據，臺灣買姓人口共有1,825人，為全國姓氏人數排名第210名。
另外根據臺灣媒體報導，一部分買姓居民可能因為戶政人員錯抄，成為「嘪」姓，分布於花蓮富里一帶。

## 買姓分布
台灣的西拉雅族原本是分布在嘉南平原位於臺南市（現佳里、麻豆、善化、新化、新市、七股等地方一帶）。但因明朝末年與清朝在治理台灣期間，大批中國大陸的漢人移居台灣，這也迫使西拉雅族往臺南和台東兩地的山區移動（現大內、官田、玉井、東山等地一帶），據當地戶政機關統計，目前台灣買姓居民最多的地方為臺南市左鎮區。

### 買郎宅

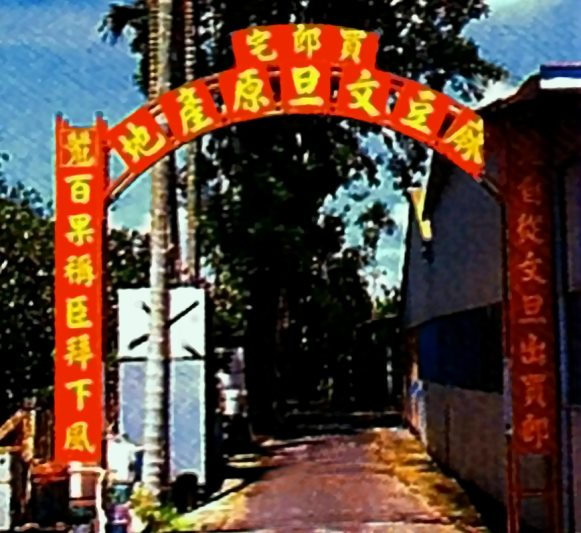
買郎宅位於台灣台南市麻豆區，為麻豆文旦的發源地，也就是買姓平埔族所開墾的地方。

買郎宅是一個地方名稱，位於台南市麻豆區，「買郎宅」即「姓買的平埔族人所墾拓的田園」的意思，此地亦為台灣特產麻豆文旦的發跡地。

## 其他

### 中國大陸
中國大陸的買姓為回族後裔，與台灣買姓源流不同。

### 台灣
買姓、毒姓、永姓皆為台灣原住民族與平埔族之特有罕見姓氏。

## 外部連結
[在维基数据编辑]
 《欽定古今圖書集成·明倫彙編·氏族典·買姓部》，出自陈梦雷《古今圖書集成》
- 台南縣西拉雅原住民事務委員會 (政府網站) （页面存档备份，存于）
- 平埔文化資訊網 （页面存档备份，存于）
- 買郎宅的典故(政府網站)[永久]
- 台南平原的西拉雅族 (教育網站) （页面存档备份，存于）
- 平埔族文化館(網頁)
- 西拉雅人的故乡(網頁) （页面存档备份，存于）